# Rottberg
Rottberg is een plaats in de stad Velbert in Noordrijn-Westfalen in Duitsland.
Rottberg ligt aan de Uerdinger Linie, in het gebied waar van oorsprong Bergisch gesproken wordt. Rottberg ligt in het zuiden van het Ruhrgebied.
Rottberg ligt tussen Vossnacken en de binnenstad van Velbert.